# Forțele Aeriene Române
Forțele Aeriene Române reprezintă aviația militară a Armatei Române. Înființată oficial la 1 aprilie 1913, prin aprobarea Legii privind Organizarea Aeronauticii Militare de către Parlamentul României, istoria aviației militare române începe odată cu Ordinul nr. 7925/5 noiembrie 1909 prin care se ordona Arsenalului de Construcții al Armatei din București construirea unui avion după indicațiile și sub supravegherea lui Aurel Vlaicu. Aviația militară a României a participat activ la luptele din Al Doilea Război Balcanic, din Primul Război Mondial, din Războiul româno-ungar din 1919 și din al Doilea Război Mondial. 
În prezent, Forțele Aeriene Române au un efectiv de 10.800 de persoane și 164 de aeronave, fiind într-un proces de modernizare și reorganizare. În 2022, Forțele Aeriene Române aveau 11.700 de angajați.

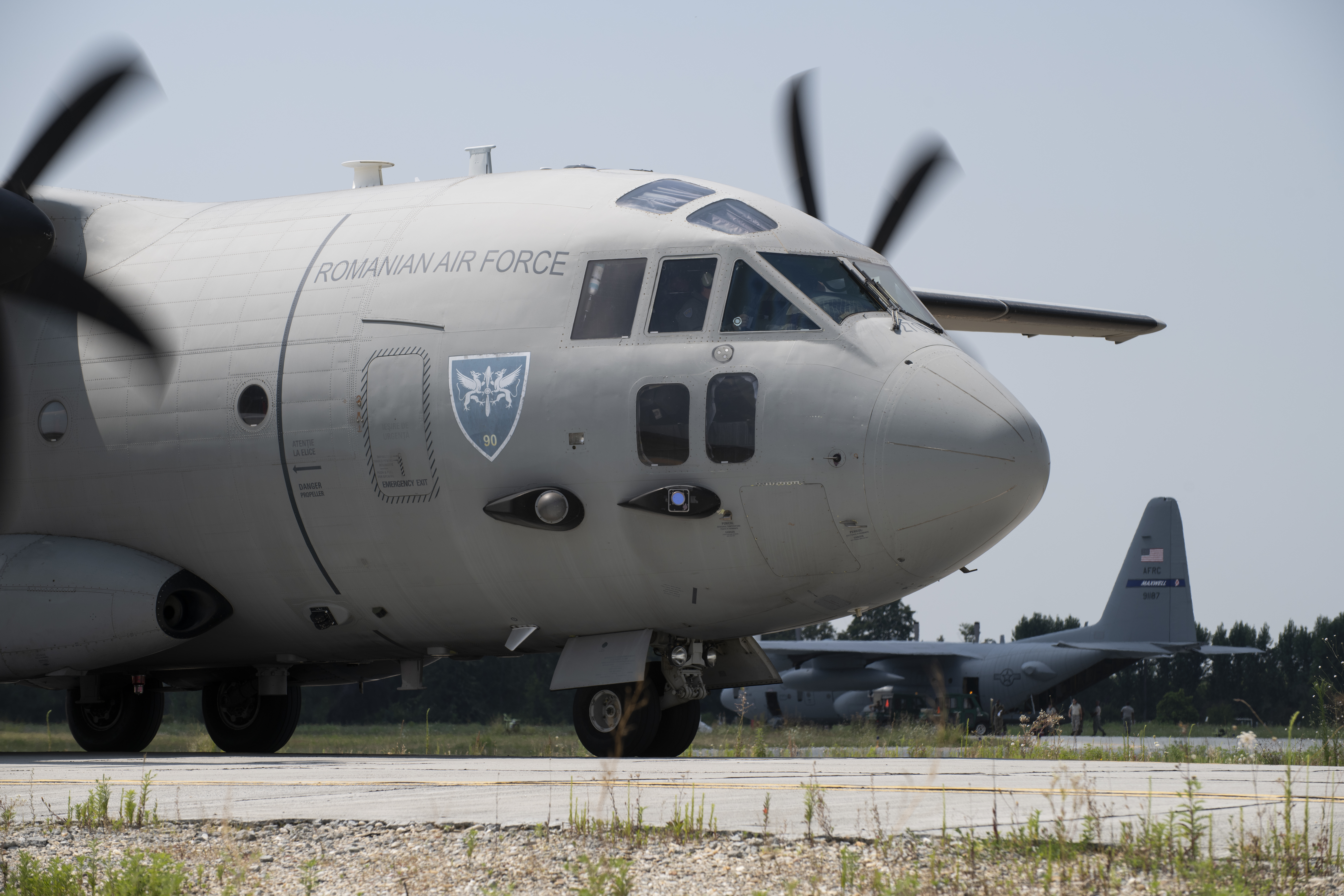
Avion C-27J al Forțelor Aeriene Române

## Istorie

### Începuturi
Primul zbor al militarilor români a avut loc la 2 iulie [O.S. 20 iunie] 1874, când Marius Willemot, un inginer francez din București, i-a luat în zbor deasupra orașului pe maiorii (maj.) Iacob Lahovary, Constantin Poenaru și Dumitrescu cu balonul său cu hidrogen numit "Mihai Bravul". Ultimul zbor al acestui balon a avut loc la 19 [O.S. 7 iulie] 1874, Willemot zburând împreună cu colonelul (col.) Nicolae Haralambie, Ion Ghica și o a treia persoană.
Prima unitate de baloane a Armatei Române a fost înființată în anul 1893 în cadrul Companiei 1 Telegraf din cadrul Regimentului 1 Geniu, sub comanda locotenentului (lt.) Eugeniu Asachi. Unitatea de baloane a fost dotată cu un balon captiv sferic francez, care a fost înlocuit cu un balon zmeu german în 1900. La început, balonul captiv a fost folosit pentru supravegherea aeriană în sprijinul artileriei care apăra fortificațiile Bucureștiului. Apoi, balonul a fost folosit în exercițiile de antrenament pe teren din 1907-1911. Rezultatele pozitive au încurajat oficialii să achiziționeze încă 3 baloane captive și dispozitivele mobile necesare pentru a produce și stoca hidrogenul, care era folosit pentru a umfla baloanele, și pentru a transporta echipamentul în teatrele de operațiuni.
La 20 noiembrie 1909, la Chitila a fost înființată Cerchez & Co. prima companie de avioane, primul aerodrom și prima școală de zbor din România. Școala, condusă de instructori de zbor francezi, dispunea de cinci hangare, tribune pentru spectatori și ateliere unde se construiau avioane Farman sub licență.
Tot în noiembrie 1909, ministrul român de război l-a însărcinat pe Aurel Vlaicu să construiască avionul A Vlaicu I la Arsenalul Armatei din București. Avionul a zburat pentru prima dată la 17 iunie 1910. În septembrie, în timpul exercițiului militar de toamnă, Vlaicu a zburat cu avionul său de la Slatina la Piatra Olt purtând un mesaj, România devenind astfel una dintre primele țări care a folosit avioanele în scopuri militare. Istoricul englez Michael J.H. Taylor menționând: "În acest moment, Vlaicu a zburat cu avionul său de la Slatina la Piatra Olt: "În 1910 a fost înființată aviația militară românească, fiind una dintre națiunile care au adoptat aviația în scopuri militare. Aviația română a participat, cu mare succes, la campaniile din Primul Război Mondial."
În aprilie 1911, Ministerul de Război a comandat 4 Farmans, aceasta fiind urmată de o comandă pentru încă 2 Farmans. Aceste avioane construite sub licență au început să fie livrate începând cu 30 august. În același an, primii ofițeri au început pregătirea la școala de zbor, Sublocotenentul (Sublocotenent - Slt.) Ștefan Protopopescu primind prima licență de pilot din România și devenind primul pilot al Armatei Române. La 1 aprilie 1912, prima școală militară de aviație a fost înființată la Cotroceni. Prințul George Valentin Bibescu a luat inițiativa înființării Ligii Naționale Aeriană, la 5 mai 1912, care avea sediul la Băneasa. Liga a fost înființată cu scopul de a sprijini aviația națională cu bani și avioane. Instructorii școlii de zbor erau toți piloți militari.
Ca urmare a dezvoltării rapide a aviației, a fost necesar să se reglementeze statutul acesteia în cadrul armatei. La 1 aprilie 1913 a fost emisă o lege privind organizarea aeronauticii militare, care a organizat aeronautica militară în două ramuri - cea de aviație și cea de baloane. Serviciul Aeronauticii Militare a fost pus sub comanda Inspectoratului General al Tehnicii și Aeronauticii, condus de generalul Mihail Boteanu. De asemenea, legea a înființat Corpul Aeronauților Permanenți, format din piloți, observatori aerieni și mecanici. Ea stabilea condițiile de admitere la școlile de pilotaj, sistemul de licențiere a piloților, stabilirea primelor salariale de zbor, formarea continuă a personalului navigant și introducerea brevetului superior de pilot pentru aviatori. Această licență superioară de pilot era acordată aviatorilor experimentați care executau misiuni în condiții dificile, iar deținătorii ei erau repartizați permanent în Corpul aviatorilor permanenți. Piloții erau obligați să zboare cel puțin 120 de ore pe an, în caz contrar, erau excluși din aviația militară.

### Al Doilea Război Balcanic (1913)
La 5 iulie [O.S. 22 iunie] 1913, România și-a mobilizat armata împotriva Bulgariei. Serviciul de Aeronautică Militară a fost, de asemenea, mobilizat și a participat la campania care a început la 10 iulie. Școala Militară și Parcul de Aviație au mobilizat 5 "Farmani", care au constituit Secția I de Aviație, comandată de locotenentul Ștefan Paraschivescu. La această secție a fost repartizat și Aurel Vlaicu, cu avionul său A Vlaicu II. Liga Națională Aeriană a fost transformată în Secția II de Aviație, contribuind cu 13 avioane: 8 monoplane Blériot bi-loc cu motoare de 80 CP, 2 Blériot monopost cu motoare de 50 CP, 2 Farman MF.7 și 1 Blériot XXI cu motor de 70 CP.
La 24 iulie, căpitanul Constantin Fotescu și cpt. observator Ioan H. Arion, au executat prima misiune de luptă, cu un zbor de recunoaștere pe drumul Vidin - Ferdinandovo. Blériotul a virat apoi spre nord-vest, zburând deasupra satului Rabisha, unde erau staționate trupe bulgare. Două focuri de tun au fost trase asupra avionului, fără efect. Pe 30 iulie, două Blériot din Escadrila nr. 1, Secția a II-a, au decolat. Avioanele au fost pilotate de: Locotenent Nicolae Capșa cu Cpt. observator Ioan H. Arion și soldat Poly Vacas cu Cpt. observator Ioan Viieșeanu. Aviatorii au executat o misiune de recunoaștere în nordul Bulgariei, apoi au aterizat la Segarcea.
Intensificarea misiunilor de recunoaștere executate de Secția a II-a l-a determinat pe comandantul secției, cpt. George Valentin Bibescu, să reorganizeze activitatea acesteia. În acest scop, patru Blériot cu motoare de 80 CP și două Blériot cu motoare de 50 CP au format Escadrilele de rezervă nr. 2 și nr. 3.
Cpt. Nicolae Capșa și Ioan H. Arion au decolat la 8 august 1913, la ora 6.05, cu ordinul de a lansa pliante deasupra Sofiei. Pilotul notează:
"...Aparatul a urcat greu la 1.200 m, după care ne-am angajat în defileu. Virând spre est, am urcat urmărind șoseaua spre Sofia și spre localitatea Zeljava am observat trupe cantonate la 140 de forturi mici. La ora 7.30 eram deasupra Sofiei la 1.200 m și trecem pe deasupra Palatului Regal, unde Arion lansează mai multe manifeste. Am virat deasupra Mitropoliei și, la aproximativ 5 km de oraș, am văzut un fort cu două cupole lângă șoseaua spre Filipopol. La întoarcere, căpitanul Arion ia mai multe vederi stereoscopice. La ora 8.10 am aterizat la Orhanie. Total 150 km în 2 ore și 5 minute de zbor."
Aviatorii români au continuat să zboare în misiuni de recunoaștere în timpul războiului. La 14 august, aviația a fost rechemată la București. Încă de la prima experiență de război, comandanții de la sol au început să vadă avantajele aviației, rezultând faptul că avioanele puteau fi folosite foarte eficient în misiuni pe distanțe lungi, de peste 200 km deasupra liniilor inamice, și în misiuni de legătură cu infanteria și cavaleria. Au fost observate și unele neajunsuri. De exemplu, doar unul dintre cele cinci Farmans ale Secțiunii I a zburat, pilotat de Slt. Gheorghe Negrescu[ro], deoarece celorlalte le lipseau piese de schimb.
Anul 1913 a marcat un moment important pentru aviația românească, cu noi achiziții de avioane din Franța, Marea Britanie și Germania. La sfârșitul anului, aviația avea 20 de piloți licențiați și era dotată cu 34 de aeronave, după cum urmează:
- Avioane militare: 3 monoplane Bristol-Coanda cu motoare de 50 CP; 7 Bristol T.B.8 cu motoare de 80 CP;[7] 4 Farman HF.20; 1 Rumpler Taube cu un motor Mercedes de 100 CP; 1 "Nieuport" cu două locuri cu motor de 80 CP; 1 Albatros B.I cu motor de 100 CP; 8 Blériot XI cu două locuri cu motoare de 80 CP, deținute de Liga Națională Aeriană, care puteau fi mobilizate în timpul războiului.
- Avioane școală și de antrenament: 2 Bristol-Coandă "coté a coté"(cu doua locuri,tandem) cu motoare de 50 CP; 2 Bristol-Coandă fără motor; 1 Bristol B.R.7 cu motor de 70 CP; 1 Farman model 1912; 2 Blériot XI cu motoare Anzani de 25 CP (deținut de Liga Națională Aeriană); 1 Nieuport IV cu motor de 50 CP, pilotat de Mircea Zorileanu.

### Războiul pentru întregirea patriei 1916-1919
Articol principal: Corpul Aerian Român⁠(en)[traduceți]
Primul avion de vânătoare al Forțelor Aeriene Române a fost aparatul Nieuport 11, de producție franțuzească, utilizat în timpul acestui conflict.

### Războiul Rece
Cei mai cunoscuți: 
- Gen. Parașutist Grigore Baștan (erou și recorder)
- Col. Aviator Mihai Virag (erou)
- Col. Aviator Nicolae Deé (comandant la Ianca)
- Lt. Col. Parașutist Mircea Dărescu (erou)
- Loc. Aviator Pallas Ernestin (erou)
- Gen. Cosmonaut Dumitru Prunariu (erou)
- Col. Cosmonaut Dumitru Dediu (erou)

## Structură
- Baza 57 Aeriană - Mihail Kogălniceanu
  - Escadrila 572 Elicoptere - operează IAR 330;
- Baza 71 Aeriană - Câmpia Turzii „General Emanoil Ionescu”
  - Escadrila 48 Aviație Vânătoare - operează avionul F-16 Fighting Falcon;[9]
  - Escadrila 713 Elicoptere - operează elicopterul IAR 330;
  - Escadrila 712 Elicoptere - operează elicopterul IAR 330 pe Aeroportul Internațional Traian Vuia Timișoara.
- Baza 86 Aeriană - Fetești „Locotenent Aviator Gheorghe Mociorniță”
  - Escadrila 53  Aviație Vânătoare - operează avioane F-16 AM/BM.
  - Escadrila 861 Aviație Vânătoare - operează MiG-21 LanceR[9] pe Aeroportul Internațional Mihail Kogălniceanu Constanța;
- Baza 90 Transport Aerian - București - Otopeni „comandor aviator Gheorghe Bănciulescu”
  - Escadrila 901 Transport Aerian Tactic - operează avionul C-130 Hercules;
  - Escadrila 902 Transport Aerian și Recunoaștere - operează Antonov An-26 / Antonov An-30/ C-27J SPARTAN;
  - Escadrila 903 Elicoptere de Transport - operează IAR 330;
- Baza 95 Aeriană - Bacău „Erou căpitan aviator Alexandru Șerbănescu”
  - Escadrila 951 Aviație Școală - operează IAR-99 ȘOIM;
  - Escadrila 952 Elicoptere - operează IAR 330;
- Escadrila 142 Cercetare - Timișoara - Giarmata - operează Shadow 600 UAV
- Centrul 2 supraveghere aeriana "NORD"
- Brigada 1 Rachete Sol-Aer „General Nicolae Dăscălescu” (înzestrare: S-75M3 Volhov, P-18, PRV-13, HAWK XXI)
- Baza 91 logistică a Forțelor Aeriene "General aviator Andrei Popovici"
- Regimentul 70 Geniu de Aviație
  - 2 batalioane de geniu
  - un batalion tehnic
  - o companie pază, aprovizionare și transport
- Centrul 85 Comunicații Aero și Informatică (stații radio Harris RF 5800 V și U - MP, Panther 2000 H 400W/100W; stații radio pentru comunicații sol-aer: R-845, ACG – 430; stații radioreleu troposferice R-412, stații radioreleu R-419; echipamente de transmisiuni: echipamente înregistrare digitală multicanal, echipamente comunicații vocale, centre de transmisiuni STAR).
  - Comandamentul Centrului 85 Comunicații Aero și Informatică
  - Centrul de Comunicații și Informatică pentru Operații
  - Centrul Local de Comunicații și Informatică
  - Grupul mobil de comunicații
  - Subunități de sprijin.
- Tabăra de instrucție și poligonul de trageri sol-aer Capu Midia „Gl. bg. Ion Bungescu”
- Academia Forțelor Aeriene „Henri Coandă”
- Școala de Aplicație pentru Forțele Aeriene „Aurel Vlaicu” (dotare: Iak-52, IAR 99, IAR 316)
- Școala de Maiștri Militari și Subofițeri a Forțelor Aeriene „Traian Vuia”

## Dotare în prezent
| Model           | Imagine           | Origine                               | Tip                      | Versiuni          | În uz                                    | Note                                                                              |
| Avioane         | Avioane           | Avioane                               | Avioane                  | Avioane           | Avioane                                  | Avioane                                                                           |
| --------------- | ----------------- | ------------------------------------- | ------------------------ | ----------------- | ---------------------------------------- | --------------------------------------------------------------------------------- |
| F-16            |                   | Statele Unite ale Americii Portugalia | Avion de luptă multirol  | F-16 Block 15 MLU | 35/67                                    | 14 avioane din Norvegia în curs de livrare                                        |
| An-26           |                   | România                               | Avion de transport       | An-26             | 1                                        |                                                                                   |
| An-30           |                   | România                               | Avion de cercetare       | An-30             | 2                                        | pentru misiuni geodezice și în cadrul acordului "Open Skies"                      |
| C-27J Spartan   |                   | Italia                                | Avion de transport       | C-27J             | 7                                        |                                                                                   |
| C-130 Hercules  |                   | Statele Unite ale Americii            | Avion de transport       | C-130B C-130H     | 4 4                                      |                                                                                   |
| IAR 99 Șoim     |                   | România                               | Avion de antrenament     | IAR-99 IAR-99C    | 10 11                                    | Capabil de atac ușor la sol.                                                      |
| Iak-52          |                   | România                               | Avion de antrenament     | Iak-52            | 14                                       | fabricate sub licență la Aerostar Bacău                                           |
| Elicoptere      |                   |                                       |                          |                   |                                          |                                                                                   |
| IAR 316         |                   | România                               | Elicopter de antrenament | IAR-316B          | 7                                        | Aérospatiale Alouette III fabricat sub licență. Capabil de atac ușor la sol.      |
| IAR 330 Puma    |                   | România                               | Elicopter de transport   | IAR-330           | 36                                       | 20L, 10 medevac,3 vip, 3 navale .                                                 |
| IAR 330 Puma    | Elicopter de atac | România                               | IAR 330 SOCAT            | 21                | 25 inițial,4 s-au prăbușit în accidente. |                                                                                   |
| Alte dotări     |                   |                                       |                          |                   |                                          |                                                                                   |
| RQ-7 Shadow     |                   | Statele Unite ale Americii            | Aeronavă fără pilot      | Shadow-600        | 7                                        | 11 inițial, 4 s-au prăbușit (1 la Timișoara, 3 în Irak). În dotare din anul 1999. |
| S-60            |                   | Uniunea Sovietică                     | Tun antiaerian           | CRT 1RL-35M1      | 250                                      | Va fi înlocuit treptat cu sisteme SHORAD.                                         |
| MIM-23 Hawk     |                   | Statele Unite ale Americii            | Rachetă sol-aer          | Hawk XXI          | 24                                       | 8 baterii achiziționate din Olanda.                                               |
| MIM-104 Patriot |                   | Statele Unite ale Americii            | Rachetă sol-aer          |                   |                                          | 4 baterii                                                                         |
| AN/FPS-117      |                   | Statele Unite ale Americii            | Radar                    | AN/FPS-117E (T)   | 5                                        | Radar tridimensional cu rază lungă de acțiune aflat în dotare din anul 1998.      |
| P-18            |                   | Uniunea Sovietică                     | Radar                    | P-18              |                                          | Radar bidimensional pe distanțe mici aflat în dotare din anul 1977.               |
| P-37            |                   | Uniunea Sovietică                     | Radar                    | P-37              |                                          | Radar bidimensional pe distanțe mari aflat în dotare din 1975.                    |
| TPS-79          |                   | Statele Unite ale Americii · România  | Radar                    | TPS-79(R)         | 19                                       | Radar tridimensional mobil pentru înălțimi mici și medii.                         |
| PRV-13          |                   | Uniunea Sovietică                     | Radioaltimetru terestru  | PRV-13            |                                          | Radar pentru determinarea înălțimii aflat în dotare din anul 1978.                |